# Chutes Lupata
Les Chutes Lupata se situent en République démocratique du Congo, dans la province du Haut-Katanga, dans le Sud du pays. Elles se trouvent à environ 1 300 km au sud-est de Kinshasa, la capitale, et culminent à une altitude de 1 278 mètres. Ce site naturel remarquable est à la fois un lieu de beauté paysagère et un important élément du réseau hydrographique de la région.

## Histoire

### Toponymie
Les Chutes Lupata tirent leur nom d’une ancienne dénomination locale qui signifierait « cascade bruyante » dans une langue régionale près de la localité de Musasha à 4 km au sud-est de la province. Historiquement, elles ont servi de point de repère pour les communautés locales et les explorateurs. Au fil des années, elles ont également suscité l’intérêt des voyageurs et des chercheurs pour leur valeur écologique et géologique.

## Description

### Hydrologie
Les Chutes Lupata font partie d’un réseau fluvial complexe. Le débit des chutes varie au fil des saisons, atteignant son apogée pendant la saison des pluies. La descente des eaux est marquée par une série de cascades spectaculaires qui façonnent le lit fluvial, offrant un panorama naturel impressionnant.

## Géographie

### Climat
Les Chutes Lupata sont localisées dans une région contrastée géographiquement. Le terrain est vallonné au nord-ouest, tandis qu’il devient plat au sud-est. Le point culminant environnant, situé à 1,1 km au nord-est, atteint une altitude de 1 349 mètres.
La zone est faiblement peuplée, avec une densité de seulement 11 habitants par kilomètre carré, et recouverte majoritairement de boue en raison des précipitations fréquentes.
Le climat de la région est humide subtropical. La température moyenne annuelle s’établit à 20 °C, avec un pic en septembre (24 °C) et un minimum en janvier (16 °C). Les précipitations annuelles moyennes atteignent 1 174 millimètres, marquant une saison des pluies bien définie entre novembre et mars. Novembre est le mois le plus arrosé (232 mm), tandis que juin est le plus sec (1 mm).

## Parcours

### Navigation
Bien que le cours d’eau qui alimente les Chutes Lupata ne soit pas navigable à cet endroit précis en raison des cascades, il est utilisé en aval pour des activités de transport local et de pêche. Les communautés environnantes en dépendent pour leur subsistance.

### Principaux affluents
Le cours d'eau qui alimente les Chutes Lupata prend sa source dans les plateaux environnants. En chemin, il recueille les eaux de plusieurs affluents mineurs, contribuant à l’importance de son débit. L’ensemble du système fluvial joue un rôle crucial dans l’irrigation locale et le maintien des écosystèmes avoisinants.

## Villes environnantes
Les villes les plus proches des Chutes Lupata sont de petite taille et dispersées dans la région. Elles servent de points de passage pour les visiteurs et de lieux d’habitat pour les communautés locales. Ces villes jouent également un rôle dans le développement d’activités économiques telles que l’agriculture et le commerce.

## Tourisme
Le site des Chutes Lupata attire des visiteurs pour ses paysages uniques et son caractère sauvage. Les touristes apprécient les possibilités de randonnée, de photographie et de découverte de la faune et de la flore locales. Cependant, le tourisme reste limité en raison des infrastructures encore modestes.